# Club Deportivo Cariñena
El Club Deportivo Cariñena es un club de fútbol español del municipio zaragozano de Cariñena, en Aragón. Fue fundado originalmente en 1952, y actualmente compite en la Regional Preferente de Aragón.

## Historia
Club de fútbol de la localidad de Cariñena, que se fundó en un principio en el año 1952. Llegó a disputar dos temporadas en la Tercera División de España en las temporadas 1956-57 y 1957-58, siendo esta última campaña la de su desaparición como entidad, sin llegar a disputar nuevamente la competición, retirándose al inicio de la misma. Una década después de dicho deceso como institución, volvería a refundarse, en 1968, bajo la misma denominación. Sin embargo no llegaría a retomar las categorías nacionales hasta bien entrados los años 2010, casi cincuenta años después de dicha refundación. Actualmente compite de nuevo en la Tercera División tras su ascenso a la categoría en 2020.

## Estadio
Sus partidos como conjunto local los disputa en el estadio municipal de La Platera, cuyo terreno de juego actualmente es de césped artificial.

## Uniforme
- Uniforme titular: Camiseta roja, pantalón y medias azules.
- Uniforme alternativo: Camiseta azul, pantalón blanco y medias azules.

## Datos del club
- Temporadas en Tercera División: 6.
- Clasificación histórica de la Tercera División: 1071º.

## Palmarés

### Campeonatos regionales
- Regional Preferente de Aragón (1): 2014-15 (Grupo 2).
- Primera Regional de Aragón (1): 2012-13 (Grupo 3).
- Segunda Regional de Aragón (1): 1991-92 (Grupo 2-B).
- Subcampeón de la Regional Preferente de Aragón (1): 2019-20 (Grupo 2).
- Subcampeón de la Primera Regional de Aragón (2): 1981-82 (Grupo 1), 1992-93 (Grupo 3).